# Awash
Awash eller Hawash er en af de største floder i Etiopien. Den nedre del af floddalen blev i 1980 indskrevet på UNESCOs verdensarvliste.
Hele flodløbet ligger indenfor Etiopiens grænser. Floden har sit udspring syd for bjerget Warqe, vest for hovedstaden Addis Abeba. Den løber så mod syd og runder bjerget Zuqulla, før den fortsætter først mod øst og så nordøstover. Den har sit udløb i to mindre søer ved grænsen til Djibouti. Floden er 1.200 km lang.
I 1960 blev den store Kokadæmning (Awash I) omkring 75 km fra Addis Abeba færdigbygget, med et vandkraftværk som har været en vigtig kilde til kraftforsyningen i området. Søen som blev dannet ved opstemningen er på omkring 180 km². Sø og dæmning er imidlertid truet af stærk sedimentering.
Siden 1971 er der bygget yderligere to dæmninger i floden – Awash II og III.
Den nedre floddal indeholder en af de vigtigste grupper af palæontologiske fundsteder på det afrikanske kontinent. De ældste fund er fire millioner år gamle. Fund som er gjort her har bidraget til at belyse kundskaben om menneskets tidligste udvikling. Det mest spektakulære fund blev gjort i 1974, da man fand 52 skelet-fragmenter som gjorde det mulig at rekonstruere det kendte Australopithecus-fortidsmenneske Lucy (Australopithecus afarensis).

## Eksterne kilder og henvisninger
- Wikimedia Commons har flere filer relateret til Awash
- Om verdensarvsstedet på UNESCOs websted
- The Middle Awash research project